# Быстрый Берег
Быстрый Берег — опустевшая деревня в Поддорском районе Новгородской области в составе Белебёлковского сельского поселения.

## География
Находится в южной части Новгородской области на расстоянии приблизительно 28 км на север-северо-запад по прямой от районного центра села Поддорье.

## История
На карте 1840 года уже была обозначена. В 1908 году здесь (Старорусский уезд Новгородской губернии) было учтено 17 дворов в селе и 3 двора на погосте.

## Население
Численность населения: 101 человек в селе и 15 на погосте (1908 год), 1 (русские 100 %) в 2002 году, 0 в 2010.